# 顾又铭
顾佑明（1983年8月13日—），中國演员、模特 ，原名顧又銘，畢業於安徽大学。2009年获得《男士健康》主办的“COOL GUY大赛”中国区冠军。

## 主要经历
- 1983年，出生于安徽省合肥市一个工人家庭；
- 2009年，获得《男士健康》主办的“COOL GUY大赛”中国区冠军而出道；
- 2013年，发行个人写真《寻找 阿基里斯》，并前往台湾宣传和发展[1][2]。

## 影视作品

### 电视剧
| 年度   | 电视剧                 | 扮演角色 |
| ------ | ---------------------- | -------- |
| 2014年 | 《剿匪英雄》           | 申木昌   |
| 2015年 | 《暮光之瞳(網絡劇)》   | 況暮臣   |
| 2016年 | 《幸福又见彩虹》       | 欧杨     |
| 2017年 | 《擇天記》             | 耶識檀律 |
| 2017年 | 《男管家》             | 客串     |
| 2018年 | 《扶搖》               | 戰北恆   |
| 2018年 | 《因为爱你》           | 吕风     |
| 2018年 | 《像我們一樣年輕》     | 陳國強   |
| 2019年 | 《全職高手》(網絡劇)   | 韓文清   |
| 2020年 | 《民國奇探》(網絡劇)   | 闞大個   |
| 2021年 | 《鬥羅大陸》           | 蕭大少   |
| 2023年 | 《我的中國芯》(網絡劇) | 李衛國   |
| 待播出 | 《無憂之地》           | 破軍     |

### 电影
| 上映时间 | 电影名称                 | 扮演角色   | 导演       | 合作艺人       |
| -------- | ------------------------ | ---------- | ---------- | -------------- |
| 2011年   | 《男得有爱》             | 劳伦斯     | 韩承桓     | 袁成杰、莫小棋 |
| 2012年   | 《擒爱记》               | 雇佣男     | 韩承桓     | 莫小棋、巩新亮 |
| 2012年   | 《男人结》               | LUIS       | 李晨浩     | 李晨浩、王希瑶 |
| 2013年   | 《爆3俏娇娃》            | 健身教練   | 卓韵芝     | 卓韵芝、周秀娜 |
| 2014年   | 《爱情保卫战之OK白富美》 | 張毅       | 磐石       | 孙泰英、胡兵   |
| 2014年   | 《醜男大翻身》           | 屁屁龍     | 王猛       | 林楷、念賢儿   |
| 2015年   | 《猛龙特囧》             | 選秀參賽者 | 胡耀辉     | 胡耀辉、郑中基 |
| 2015年   | 《轩辕剑传奇》           | 伯益       | 李智       | 陈龙、蓝盈莹   |
| 2016年   | 《不離不棄》             | 醫生       | 蔣欽民     | 袁成杰、是元介 |
| 2020年   | 《虫族(網路電影)》       | 尤他       | 凌雨、杨啸 | 李方丁、陸翊   |

## 其他作品

### 写真书籍
- 2013年7月 个人全写真《寻找 阿基里斯》
- 2017年9月 个人全写真《以愛之銘》

## 综艺节目

### 大陸
- 广东卫视《技行天下》
- 浙江卫视《越跳越美丽》《全能极限王》
- 湖南卫视《风尚之王》《天下女人》《天天向上》《快乐大本营》[5]《我是大美人》《百变大咖秀》[6]
- CCTV-5《天下足球》
- CCTV-1《墙来啦》
- 旅游卫视《第一超模》《向尚看齐》《美味人生》
- 东南卫视《开心100》
- 凤凰卫视《娱乐大风暴》
- MSN中文网《职场人生》

### 臺灣
- 中視《康熙来了》[7]《小燕之夜》《WOW 侯麻吉》《小宇宙33号》
- 華視《天才衝衝衝》
- 中天娛樂台《天天樂財神》
- 八大綜合台《WTO姐妹會》